# Atlántica XXII
Atlántica XXII fue un periódico bimestral de información de actualidad, crítica e investigación, que mantuvo ediciones en papel y color, así como vía web. La mayoría de los artículos estaban escritos en castellano, aunque la revista también contó con artículos en asturiano.
El 26 de junio de 2019 la revista anunció que dejaría de editarse, al menos en su primera época, después de haber publicado sesenta y dos números.

## Fundación
La revista fue fundada por Xuan Cándano con el apoyo de otros 15 socios fundadores en 2009. El primer número de la revista fue publicado el 6 de marzo de 2009 y fue presentado públicamente tres días después en el Aula Magna del Edificio histórico de la Universidad de Oviedo, en un acto que contó con la presencia del entonces rector, Vicente Gotor.
Entre sus primeros articulistas fijos para la sección de opinión se encontraron personajes como Santiago Alba Rico, Jerónimo Granda, Gregorio Morán o Javier Maqua.

## Financiación
La revista se fundó con una aportación inicial de 46 000 euros por parte de sus fundadores. Además, antes de publicar el primer número ya contaba con trescientos cincuenta suscriptores. Por otra parte, la venta de sus publicaciones en papel también constituían una importante fuente de ingresos para el periódico.

### Boicot por parte de las instituciones
En su artículo de despedida, Atlántica XXII dio noticia del boicot que estaba sufriendo por parte de la Administración pública, manifestado en dos situaciones: por una parte, no recibiendo el trato justo legalmente establecido basado en su repercusión e incidencia social. Por otro lado, el boicot por parte del Gobierno de Javier Fernández arrastró también a la publicidad privada de las empresas. Como parte de este bloqueo, ninguna de las agencias de publicidad del Principado de asturias aceptó trabajar con la publicación.

## Secciones
Cada revista contaba con tres partes principales. La primera de ellas incluía reportajes de actualidad, una entrevista a una persona de «opinión heterodoxa» y artículos de opinión. En segundo lugar, aparecían artículos de investigación tratados a fondo, con los dosieres e informes pertienentes. Finalmente, una tercera sección estaría dedicada a asuntos más variados, como, por ejemplo, la literatura o el cine.

## Casos destapados
- La información publicada por Atlántica XXII acerca del caso de Fernández Villa sirvió de guía a la Fiscalía Anticorrupción cuando salió a la luz en los años 2014 y 2015. No obstante, el noticiario ya daba cuenta de algunas irregularidades notables en artículos publicados en 2012.[8] Asimismo, el periódico cuestionó las razones que justificaron la jubilación de Fernández Villa, con unos datos que luego fueron recogidos por otras publicaciones. La razón aludida por Villa fue un accidente en la mina. El parte original daba constancia de que le cayó una botella de sidra en la cabeza durante unas fiestas. Sin embargo, fue posteriormente modificado, pasando a constatar los dolores que sintió Fernández Villa al "levantar una mamposta".[9][10]
- En 2015, Atĺántica XXII dedicó la sección preferente de una de sus ediciones a informar acerca de la investigación que la UCO estaba llevando acerca del sindicato UGT. La respuesta del sindicato consistió en una serie de denuncias contra el periódico, acusando a la publicación de dar información falsa. Sin embargo, las denuncias de UGT fueron desestimadas por los jueces. Por otra parte, las noticias dadas por Atlántica XXII resultaron ser ciertas, lo que quedó patente cuando en 2017 fueron detenidos seis sindicalistas en la sede de UGT en Oviedo.[11]
- Atlántica XXII siguió día a día la situación de los trabajadores de Radiotelevisión del Principado de Asturias (RTPA), dando cuenta de la grave situación que atraviesan ante la amenaza de privatizaciones, externalizaciones y corrupción interna.[12] Atlántica XXII denunció el uso político de RTPA cuando la oposición la utilizó como un arma contra la FSA-PSOE, al haber este partido, desde el Gobierno, externalizado a decenas de trabajadores con supuestos contratos ilegales.[13]
- En 2019, la revista hizo pública la situación irregular en que Teresa Mallada, candidata a la Presidencia de Asturias por el Partido Popular, recibió una beca. Dicha beca le fue concedida por Hunosa durante el tiempo en que Mallada presidió la misma.[14]

## Fin de las publicaciones
El 26 de junio de 2019 el periódico anunció en redes que daba fin a sus publicaciones, ante la delicada situación económica de la revista y contando en ese momento con más de 800 suscriptores. Entre las causas constatadas por la revista, destacaba la «falta de publicidad», que mermaba sus posibilidades económicas. No obstante, el anuncio del cierre proyecta volver a publicar en un futuro como medio digital. Además, la web de la revista y los artículos publicados en la misma seguirán estando disponibles.